# Les Autobus Bruxellois
Les Autobus Bruxellois (S.A. des Autobus Bruxellois), afkortinds A.B. was een vervoerbedrijf dat stads- en streekvervoer exploiteerde in de gemeente Brussel.

## Geschiedenis
De A.B. werd in 1926 opgericht en exploiteerde vanaf december 1926 t/m 1955 zijn verdiensten in de regio Brussel. A.B. werd opgericht vanuit het vervoersbedrijf Les Tramways Bruxellois s.a., nadat in 1924 meer vraag kwam om busvervoer. In december 1926 nam het bedrijf 2 lijnen en enkele bussen van S.A. Bruxelloise d’Auto Transport over. Het doel was om een goede aanvulling te bieden op het tramnetwerk van het moederbedrijf.
In 1940 raakte het bedrijf als gevolg van de Tweede Wereldoorlog al haar bussen kwijt. Toen de Duitsers Brussel hadden overgenomen raakte het bedrijf ook haar garage aan de Frontispiesstraat kwijt, waardoor men tot 1945 geen lijnen kon bedienen. Pas kort na het einde van de oorlog werden enkele bussen teruggeëist door de Belgische staat, waardoor alle vervoersbedrijven in België weer konden gaan rijden voor het vervoer van de Limburgse mijnwerkers. Deze maatregel duurde tot 1946.
Op 31 december 1945 zouden alle concessies uit 1899 van het moederbedrijf Tramways Bruxellois verstrijken. Hierdoor werd er gevreesd voor het voortbestaan van Autobus Bruxellois. Daarom kwam er in 1945 een overeenkomst tussen de provincie Brabant en de privé sector voor een tijdelijk beheerscomité genaamd SVBA. Deze tijdelijke comité bleef bestaan tot 1955. 
In 1946 keerde A.B. terug naar hun oude garage en in 1948 kwamen enkele nieuwe bussen in dienst die enkele, niet deugdelijke teruggekeerde vooroorlogse, bussen konden vervangen. Deze bussen bleven tot 1955 in dienst.
Op 17 juni 1953 werd bij wet de vervoersbedrijf MIVB opgericht die in 1955 het vervoer overnam van Autobus Bruxellois. Hiermee kwam er een einde aan Autobus Bruxellois.

## Materieel

### Voor 1940
Het materieel van voor 1940
| Serie | Merk               | In dienst | Uit dienst | Opmerking    |
| ----- | ------------------ | --------- | ---------- | ------------ |
| 1-22  | Renault MU         | 1926      | 1937-1939  | ex sa B.A.T. |
| 23-30 | Renault MUL        | 1929      | ??         |              |
| 31    | Minerva HTM        | 1931      | 1939       |              |
| 32-39 | Scemia-Renault TN6 | 1932      | ??         |              |
| 40-44 | Minerva HTM        | 1932      | 1939       |              |
| 45-48 | Brossel BCS AU6S   | 1933      | ??         |              |
| 49-50 | Minerva AB4R       | 1934      | ??         |              |
| 51-61 | Brossel AU6S       | 1934      | ??         |              |
| 62-63 | Minerva 2M550      | 1934      | ??         |              |
| 64-68 | Brossel AB6        | 1936      | ??         |              |
| 69-71 | Brossel A40D       | 1937      | ??         |              |
| 72-81 | Brossel AB6D       | 1938      | ??         |              |
| 82-90 | Brossel AB6D       | 1939      | ??         |              |

### Na 1945
Het materieel van na 1945.
| Serie        | Merk               | In dienst | Uit dienst | Afkomstig uit |
| ------------ | ------------------ | --------- | ---------- | ------------- |
| 24-25, 27-30 | Renault MUL        | 1929      | ??         | reeks 23-30   |
| 32, 35, 39   | Scemia-Renault TN6 | 1932      | ??         | reeks 32-39   |
| 49           | Minerva AB4R       | 1934      | ??         | reeks 49-50   |
| 55, 59, 61   | Brossel AU6S       | 1934      | ??         | reeks 51-61   |
| 65           | Brossel AB6        | 1936      | ??         | reeks 64-68   |
| 90           | Brossel AB6D       | 1939      | ??         | reeks 82-90   |
| 91-105       | Brossel AB6D       | 1948      | ??         |               |

Een aantal bussen zijn in 1955 overgegaan naar MIVB en een enkeling is anno 2010 nog te zien in musea en een op de stelplaats van MIVB in Haren.

## Exploitatie
MIVA exploiteerde verschillende buslijnen in de regio Brussel. Dit gebeurde veelal met het oude materieel van voorgaande vervoerders, met enkele nieuw materieel en met tijdelijk gehuurd materieel.